# Nagrody na mistrzostwach świata w piłce nożnej
Nagrody na mistrzostwach świata w piłce nożnej – wraz z końcem każdych finałów mistrzostw świata w piłce nożnej, FIFA przyznaje kilka nagród dla najbardziej wyróżniających się uczestników w kilku aspektach gry (zarówno graczy, jak i drużyny).

## Rodzaje nagród
Aktualnie przyznawane jest sześć nagród:
- Złota Piłka (obecnie nazwana „Złotą Piłką adidasa”) dla najlepszego piłkarza, przyznawana przez media (pierwszy raz w 1982); Srebrną Piłkę oraz Brązową Piłkę otrzymują zawodnicy, którzy w głosowaniu zajęli odpowiednio drugie i trzecie miejsce;
- Złoty But dla najlepszego strzelca (od 1982, jednakże została przyznana królom strzelców wszystkich poprzednich turniejów o mistrzostwo świata rozgrywanych od 1930 roku);
- Złota Rękawica  dla najlepszego bramkarza (od 1994 do 2006 roku nazywana Złotą Rękawicą Lwa Jaszyna);
- Nagroda dla Najlepszego Młodego Zawodnika dla najlepszego piłkarza, który nie ukończył 21. roku życia na początku roku kalendarzowego, w którym odbywają się finały mistrzostw;
- Nagroda FIFA Fair Play dla drużyny z najlepszymi statystykami fair play, w oparciu o system punktów oraz kryteria wprowadzone przez Komitet FIFA Fair Play;
- Najbardziej interesujący zespół dla drużyny, która grała najbardziej widowiskowo, przyznawana na podstawie głosów kibiców;

Zespół Gwiazd składa się z najlepszych zawodników turnieju, wybierany od 1990 roku.

## Złota Piłka
Złota Piłka zostaje przyznawana najlepszemu piłkarzowi finałów mistrzostw świata. Komisja Techniczna FIFA prezentuje nazwiska kilku najbardziej wyróżniających się graczy turnieju, a zwycięzca wybierany jest spośród tej grupy przez przedstawicieli mediów. Lionel Messi jest jedynym piłkarzem, który został 2 razy MVP (2014 i 2022).
| Mistrzostwa Świata     | Złota Piłka         | Srebrna Piłka     | Brązowa Piłka         |
| ---------------------- | ------------------- | ----------------- | --------------------- |
| Urugwaj 1930           | José Nasazzi        | Guillermo Stábile | José Leandro Andrade  |
| Włochy 1934            | Giuseppe Meazza     | Matthias Sindelar | Oldřich Nejedlý       |
| Francja 1938           | Leônidas            | Silvio Piola      | György Sárosi         |
| Brazylia 1950          | Zizinho             | Juan Schiaffino   | Ademir                |
| Szwajcaria 1954        | Ferenc Puskás       | Sándor Kocsis     | Fritz Walter          |
| Szwecja 1958           | Didi                | Pelé              | Just Fontaine         |
| Chile 1962             | Garrincha           | Josef Masopust    | Leonel Sánchez        |
| Anglia 1966            | Bobby Charlton      | Bobby Moore       | Eusébio               |
| Meksyk 1970            | Pelé                | Gérson            | Gerd Müller           |
| RFN 1974               | Johan Cruijff       | Franz Beckenbauer | Kazimierz Deyna       |
| Argentyna 1978         | Mario Kempes        | Paolo Rossi       | Dirceu                |
| Hiszpania 1982         | Paolo Rossi         | Falcão            | Karl-Heinz Rummenigge |
| Meksyk 1986            | Diego Maradona      | Harald Schumacher | Preben Elkjær Larsen  |
| Włochy 1990            | Salvatore Schillaci | Lothar Matthäus   | Diego Maradona        |
| Stany Zjednoczone 1994 | Romário             | Roberto Baggio    | Christo Stoiczkow     |
| Francja 1998           | Ronaldo             | Davor Šuker       | Lilian Thuram         |
| Korea/Japonia 2002     | Oliver Kahn         | Ronaldo           | Hong Myung-bo         |
| Niemcy 2006            | Zinédine Zidane     | Fabio Cannavaro   | Andrea Pirlo          |
| RPA 2010               | Diego Forlán        | Wesley Sneijder   | David Villa           |
| Brazylia 2014          | Lionel Messi        | Thomas Müller     | Arjen Robben          |
| Rosja 2018             | Luka Modrić         | Eden Hazard       | Antoine Griezmann     |
| Katar 2022             | Lionel Messi        | Kylian Mbappé     | Luka Modrić           |

## Złoty But
Nagroda Złotego Buta trafia do najskuteczniejszego zawodnika turnieju finałowego mistrzostw, przyznawana od roku 1980. Jeśli tę samą ilość goli ma na koncie więcej niż jeden piłkarz, o przyznaniu nagrody decyduje ilość asyst. Jeżeli ten warunek nadal spełnia więcej niż jeden piłkarz, nagroda trafia do tej osoby, która spędziła mniej czasu na boisku podczas wszystkich meczów turnieju finałowego. Podobnie, jak w przypadku Złotej Piłki, przyznawane są także srebrne oraz brązowe statuetki.
| Mistrzostwa Świata | Złoty But                                                                    | Liczba goli | Srebrny But                                              | Liczba goli | Brązowy But | Liczba goli |
| ------------------ | ---------------------------------------------------------------------------- | ----------- | -------------------------------------------------------- | ----------- | --- | ----------- |
| Urugwaj 1930       | Guillermo Stábile                                                            | 8           | Pedro Cea                                                | 5           | Bert Patenaude Guillermo Subiabre                                                                                             | 4           |
| Włochy 1934        | Oldřich Nejedlý                                                              | 5(1)        | Edmund Conen Angelo Schiavio                             | 4           | Leopold Kielholz Raimundo Orsi                                                                                                | 3           |
| Francja 1938       | Leônidas da Silva                                                            | 7(2)        | Silvio Piola György Sárosi Gyula Zsengellér              | 5           | Gino Colaussi Ernest Wilimowski                                                                                               | 4           |
| Brazylia 1950      | Ademir                                                                       | 9(3)        | Óscar Míguez                                             | 5           | Francisco Aramburu Estanislao Basora Alcides Ghiggia Telmo Zarra                                                              | 4           |
| Szwajcaria 1954    | Sándor Kocsis                                                                | 11          | Josef Hügi Max Morlock Erich Probst                      | 6           | Robert Ballaman Carlos Borges Nándor Hidegkuti Ferenc Puskás Helmut Rahn Hans Schäfer Ottmar Walter                           | 4           |
| Szwecja 1958       | Just Fontaine                                                                | 13          | Pelé Helmut Rahn                                         | 6           | Vavá Peter McParland | 5           |
| Chile 1962         | Garrincha Vavá Leonel Sánchez Dražan Jerković Walentin Iwanow Flórián Albert | 4           | Amarildo Adolf Scherer Lajos Tichy Milan Galić           | 3           | Jaime Ramírez Eladio Rojas Jorge Toro Ron Flowers Uwe Seeler Giacomo Bulgarelli Igor Czislenko Wiktor Poniedielnik José Sasía | 2           |
| Anglia 1966        | Eusébio                                                                      | 9           | Helmut Haller                                            | 6           | Franz Beckenbauer Ferenc Bene Geoff Hurst Wałerij Porkujan                                                                    | 4           |
| Meksyk 1970        | Gerd Müller                                                                  | 10          | Jairzinho                                                | 7           | Teófilo Cubillas | 5           |
| RFN 1974           | Grzegorz Lato                                                                | 7           | Johan Neeskens Andrzej Szarmach                          | 5           | Ralf Edström Gerd Müller Johnny Rep                                                                                           | 4           |
| Argentyna 1978     | Mario Kempes                                                                 | 6           | Teófilo Cubillas Rob Rensenbrink                         | 5           | Hans Krankl Leopoldo Luque | 4           |
| Hiszpania 1982     | Paolo Rossi                                                                  | 6           | Karl-Heinz Rummenigge                                    | 5           | Zico Zbigniew Boniek | 4           |
| Meksyk 1986        | Gary Lineker                                                                 | 6           | Diego Maradona Careca Emilio Butragueño                  | 5           | Jorge Valdano Preben Elkjær Larsen Alessandro Altobelli Ihor Biełanow                                                         | 4           |
| Włochy 1990        | Salvatore Schillaci                                                          | 6           | Tomáš Skuhravý                                           | 5           | Roger Milla Gary Lineker Lothar Matthäus Míchel                                                                               | 4           |
| USA 1994           | Christo Stoiczkow Oleg Salenko(4)                                            | 6           | Romário Jürgen Klinsmann Roberto Baggio Kennet Andersson | 5           | Gabriel Batistuta Florin Răducioiu Martin Dahlin                                                                              | 4           |
| Francja 1998       | Davor Šuker                                                                  | 6           | Gabriel Batistuta Christian Vieri                        | 5           | Ronaldo Marcelo Salas Luis Hernández                                                                                          | 4           |
| Korea/Japonia 2002 | Ronaldo(5)                                                                   | 8           | Rivaldo Miroslav Klose                                   | 5           | Jon Dahl Tomasson Christian Vieri                                                                                             | 4           |
| Niemcy 2006        | Miroslav Klose                                                               | 5           | Hernán Crespo                                            | 3           | Ronaldo | 3           |
| RPA 2010(6)        | Thomas Müller                                                                | 5(6)        | David Villa                                              | 5           | Wesley Sneijder | 5           |
| Brazylia 2014      | James Rodríguez                                                              | 6           | Thomas Müller                                            | 5           | Neymar | 4(7)        |
| Rosja 2018         | Harry Kane                                                                   | 6           | Antoine Griezmann                                        | 4(8)        | Romelu Lukaku | 4(8)        |
| Katar 2022         | Kylian Mbappé                                                                | 8           | Lionel Messi                                             | 7           | Olivier Giroud | 4(9)        |

1 Początkowo FIFA uznawała Nejedlý'emu cztery gole, co oznaczało, że był najlepszym strzelcem na równi z Włochem Angelo Schiavio i Niemcem Edmundem Conenem, jednak zmieniła decyzję w 2006 roku na zaliczenie Nejedlý'emu pięciu goli.
2 Początkowo FIFA przyznawała nagrodę Leônidasowi za zdobycie ośmiu goli, jednak w 2006 roku zmieniła tę decyzję, zaliczając jeden, a nie dwa gole tego zawodnika w ćwierćfinałowym meczu przeciwko Czechosłowacji.
3 W 1950 roku kontrowersje dotyczyły ilości goli strzelonych przez Brazylijczyka Ademira Menezesa, w związku z brakującymi danymi z meczu Brazylia-Hiszpania. Pierwszy gol uznano za bramkę samobójczą hiszpańskiego obrońcy Parra, a gol na 5-0 wpisano na konto Jaira. Aktualnie FIFA oba te trafienia przypisuje Menezesowi.
4 Salenko to jedyny gracz, który zdobył tytuł grając w zespole, który odpadł w fazie grupowej mistrzostw. Sześć goli podczas tego turnieju to jedyne trafienia w karierze tego piłkarza na imprezach międzynarowodych.
5 Podczas turnieju, po meczu grupowym z Kostaryką, Ronaldo zgłosił protest przeciwko decyzji sędziego, co do uznania samobójczej bramki. FIFA przyznała rację piłkarzowi.
6 Müller, Villa, Sneijder i Forlán strzelili po pięć goli. Niemiec wygrał dzięki największej ilość asyst (3), przy czym reszta z wymienionych zawodników zaliczyła po jednej asyście. Villa zajął drugie miejsce, spędzając mniej czasu na boisku niż Sneijder, a Holender, dzięki przewadze nad Urugwajczykiem w tej samej statystyce, otrzymał Brązowego Buta.
7 Neymar, Lionel Messi i Robin van Persie strzelili po 4 bramki. Neymar otrzymał Brązowy But, ponieważ spędził mniej minut na boisku.
8 Antoine Griezmann, Romelu Lukaku, Dienis Czeryszew, Cristiano Ronaldo i Kylian Mbappé strzelili po 4 bramki. Griezmann otrzymał Srebrny But, ponieważ miał dwie asysty, a Lukaku otrzymał Brązowy But, ponieważ miał jedną asystę.
9 Olivier Giroud i Julián Álvarez strzelili po 4 bramki. Giroud otrzymał Brązowy But, ponieważ spędził mniej minut na boisku.

## Złota Rękawica
Złota Rękawica jest przyznawana najlepszemu bramkarzowi turnieju finałowego mistrzostw. Przed 2010 rokiem nagroda nosiła nazwę Złotej Rękawicy Lwa Jaszyna, od imienia Lwa Jaszyna, byłego radzieckiego bramkarza. Zwycięzcę, na podstawie wszystkich występów bramkarzy podczas rozgrywek, wskazuje FIFA Technical Study Group. Pomimo tego, że bramkarze mogą zdobyć specjalne wyróżnienie tylko na swojej pozycji, nie wyklucza to ich od możliwości otrzymania Złotej Piłki i tak w 2002 roku Oliver Kahn został zwycięzcą w obu tych kategoriach. Złota Rękawica jest przyznawana od 1994 roku, ale w każdym Zespole Gwiazd Mistrzostw Świata do 1998 roku znajdował się jeden bramkarz.
| Mistrzostwa Świata | Bramkarze będący częścią Zespołu Gwiazd |
| ------------------ | --------------------------------------- |
| Urugwaj 1930       | Enrique Ballesteros                     |
| Włochy 1934        | Ricardo Zamora                          |
| Francja 1938       | František Plánička                      |
| Brazylia 1950      | Roque Máspoli                           |
| Szwajcaria 1954    | Gyula Grosics                           |
| Szwecja 1958       | Harry Gregg                             |
| Chile 1962         | Viliam Schrojf                          |
| Anglia 1966        | Gordon Banks                            |
| Meksyk 1970        | Ladislao Mazurkiewicz                   |
| RFN 1974           | Sepp Maier                              |
| Argentyna 1978     | Ubaldo Fillol                           |
| Hiszpania 1982     | Dino Zoff                               |
| Meksyk 1986        | Jean-Marie Pfaff                        |
| Włochy 1990        | Sergio Goycochea                        |

Złota Rękawica Lwa Jaszyna po raz pierwszy została przyznana w 1994 roku.
| Mistrzostwa Świata | Zdobywcy Złotej Rękawicy Lwa Jaszyna |
| ------------------ | ------------------------------------ |
| USA 1994           | Michel Preud’homme                   |
| Francja 1998       | Fabien Barthez                       |
| Korea/Japonia 2002 | Oliver Kahn                          |
| Niemcy 2006        | Gianluigi Buffon                     |

Nagroda została przemianowana na Złotą Rękawicę w 2010 roku.
| Mistrzostwa Świata | Zdobywcy Złotej Rękawicy |
| ------------------ | ------------------------ |
| RPA 2010           | Iker Casillas            |
| Brazylia 2014      | Manuel Neuer             |
| Rosja 2018         | Thibaut Courtois         |
| Katar 2022         | Emiliano Martínez        |

## Nagroda dla Najlepszego Młodego Zawodnika
Nagroda dla Najlepszego Młodego Zawodnika po raz pierwszy została przyznana w Niemczech w 2006 roku i otrzymał ją zawodnik gospodarzy, Lukas Podolski. Nagroda przyznawana jest najlepszemu graczowi, który wraz z rozpoczęciem roku rozgrywania turnieju nie ukończył 21. roku życia. Na przykład, podczas Mistrzostw Świata w 2006 roku oznaczało to, że statuetkę mogli otrzymać piłkarze urodzeni po 1 stycznia 1985. Głosowanie, które odbyło się na podstronie FIFA dotyczącej tych mistrzostw pomogło FIFA Technical Study Group w wyborze laureata tego trofeum.
FIFA zorganizowała także internetową ankietę w celu wyłonienia triumfatorów w tej kategorii dla mistrzostw przeprowadzonych w latach 1958-2002.
| Mistrzostwa Świata | Nagroda dla Najlepszego Młodego Zawodnika | Wiek |
| ------------------ | ----------------------------------------- | ---- |
| Szwecja 1958       | Pelé                                      | 17   |
| Chile 1962         | Flórián Albert                            | 20   |
| Anglia 1966        | Franz Beckenbauer                         | 20   |
| Meksyk 1970        | Teófilo Cubillas                          | 21   |
| RFN 1974           | Władysław Żmuda                           | 20   |
| Argentyna 1978     | Antonio Cabrini                           | 20   |
| Hiszpania 1982     | Manuel Amoros                             | 21   |
| Meksyk 1986        | Enzo Scifo                                | 20   |
| Włochy 1990        | Robert Prosinečki                         | 21   |
| USA 1994           | Marc Overmars                             | 21   |
| Francja 1998       | Michael Owen                              | 18   |
| Korea/Japonia 2002 | Landon Donovan                            | 20   |

Nagroda dla Najlepszego Młodego Zawodnika po raz pierwszy została przyznana w 2006 roku.
| Mistrzostwa Świata | Nagroda dla Najlepszego Młodego Zawodnika | Wiek |
| ------------------ | ----------------------------------------- | ---- |
| Niemcy 2006        | Lukas Podolski                            | 21   |
| RPA 2010           | Thomas Müller                             | 20   |
| Brazylia 2014      | Paul Pogba                                | 21   |
| Rosja 2018         | Kylian Mbappé                             | 19   |
| Katar 2022         | Enzo Fernández                            | 21   |

## Nagroda FIFA Fair Play
Nagroda FIFA Fair Play jest przyznawana zespołowi, który podczas turnieju finałowego mistrzostw świata (pod uwagę brane są tylko zespoły, które przebrnęły przez fazę grupową) najczęściej stosował się do zasad fair play. Zwycięzcy w tej kategorii poza statuetką otrzymują także dyplomy i medale dla wszystkich piłkarzy oraz trenerów, a także 50 tysięcy dolarów do przeznaczenia na rozwój futbolu wśród młodzieży.
Początkowo, nagrodą był tylko certyfikat, natomiast w latach 1982–1994 było to złote trofeum wzorowane na Sport Billym, grającym w piłkę bohaterze komiksów z lat 1979–1980. Obecnie jest to treofeum z postacią eleganckiego piłkarza. Peru było pierwszym krajem, który zdobył tytuł fair play podczas mistrzostw świata w 1970 roku, nie oglądając żadnej żółtej ani czerwonej kartki we wszystkich meczach turnieju.
| Mistrzostwa Świata | Zdobywcy nagrody FIFA Fair Play |
| ------------------ | ------------------------------- |
| Meksyk 1970        | Peru                            |
| Argentyna 1978     | Argentyna                       |
| Hiszpania 1982     | Brazylia                        |
| Meksyk 1986        | Brazylia                        |
| Włochy 1990        | Anglia                          |
| USA 1994           | Brazylia                        |
| Francja 1998       | Anglia Francja                  |
| Korea/Japonia 2002 | Belgia                          |
| Niemcy 2006        | Brazylia Hiszpania              |
| RPA 2010           | Hiszpania                       |
| Brazylia 2014      | Kolumbia                        |
| Rosja 2018         | Hiszpania                       |
| Katar 2022         | Anglia                          |

## Zawodnik meczu
Nagroda zawodnik meczu (ang. Player of the Match) jest wybierana po każdym meczu turnieju.
| Mistrzostwa Świata | Zawodnik                                             | Ilość |
| ------------------ | ---------------------------------------------------- | ----- |
| Korea/Japonia 2002 | Rivaldo                                              | 3     |
| Niemcy 2006        | Andrea Pirlo                                         | 3     |
| RPA 2010           | Wesley Sneijder                                      | 4     |
| Brazylia 2014      | Lionel Messi                                         | 4     |
| Rosja 2018         | Antoine Griezmann Eden Hazard Harry Kane Luka Modrić | 3     |
| Katar 2022         | Lionel Messi                                         | 5     |

## Najbardziej Interesujący Zespół
Nagroda dla najbardziej interesującego zespołu (ang. Most Entertaining Team) przyznawana jest poprzez publiczne głosowanie od 1994 roku i otrzymuje ją zespół, który rozgrywał najbardziej widowiskowe spotkania podczas turnieju finałowego mistrzostw.
| Mistrzostwa Świata | Najbardziej Interesujący Zespół |
| ------------------ | ------------------------------- |
| USA 1994           | Brazylia                        |
| Francja 1998       | Francja                         |
| Korea/Japonia 2002 | Korea Płd.                      |
| Niemcy 2006        | Portugalia                      |
| RPA 2010           | Niemcy                          |
| Brazylia 2014      | Kolumbia                        |
| Rosja 2018         | Belgia                          |

## Zespół Gwiazd
Zespół Gwiazd to drużyna, w skład której wchodzą najlepsi gracze całego turnieju na danych pozycjach, wybierana przez FIFA Technical Study Group, a w 2010 roku poprzez internetową sondę na stronie FIFA.com. Liczba graczy wybieranych do tego zespołu została zwiększona z 11 do 16 w 1998 roku, następnie do 23 w 2006 roku, aby cztery lata później wrócić do „klasycznej” jedenastki. Wtedy też po raz pierwszy wybrano najlepszego trenera, którym został selekcjoner zwycięskiej reprezentacji Hiszpanii, Vicente del Bosque). Przed 1998, eksperci oraz dziennikarze (głównie europejscy oraz południowoamerykańscy) wybierali „Zespół Marzeń”, jedenastkę złożoną z graczy na każdej pozycji.
| Mistrzostwa Świata | Bramkarze                             | Obrońcy                                                                                                 | Pomocnicy                                                                                                | Napastnicy                                                                     | Trenerzy           |
| ------------------ | ------------------------------------- | --- | --- | ------------------------------------------------------------------------------ | ------------------ |
| Urugwaj 1930       | Enrique Ballesteros                   | José Nasazzi Milutin Ivković                                                                            | Luis Monti Álvaro Gestido José Andrade                                                                   | Pedro Cea Héctor Castro Héctor Scarone Guillermo Stábile Bert Patenaude        | N/A                |
| Włochy 1934        | Ricardo Zamora                        | Jacinto Quincoces Eraldo Monzeglio                                                                      | Luis Monti Attilio Ferraris Leonardo Cilaurren                                                           | Giuseppe Meazza Raimundo Orsi Enrique Guaita Matthias Sindelar Oldřich Nejedlý | N/A                |
| Francja 1938       | František Plánička                    | Pietro Rava Alfredo Foni Domingos da Guia                                                               | Michele Andreolo Ugo Locatelli                                                                           | Silvio Piola Gino Colaussi György Sárosi Gyula Zsengellér Leônidas             | N/A                |
| Brazylia 1950      | Roque Máspoli                         | Erik Nilsson José Parra Víctor Rodríguez Andrade                                                        | Obdulio Varela Bauer Alcides Ghiggia Jair                                                                | Zizinho Ademir Juan Alberto Schiaffino                                         | N/A                |
| Szwajcaria 1954    | Gyula Grosics                         | Ernst Ocwirk Djalma Santos José Santamaría                                                              | Fritz Walter József Bozsik Nándor Hidegkuti Zoltan Czibor                                                | Helmut Rahn Ferenc Puskás Sándor Kocsis                                        | N/A                |
| Szwecja 1958       | Harry Gregg                           | Djalma Santos Bellini Nílton Santos                                                                     | Danny Blanchflower Didi Gunnar Gren Raymond Kopa                                                         | Pelé Garrincha Just Fontaine                                                   | N/A                |
| Chile 1962         | Viliam Schrojf                        | Djalma Santos Cesare Maldini Walerij Woronin Karl-Heinz Schnellinger                                    | Zagallo Zito Josef Masopust                                                                              | Vavá Garrincha Leonel Sánchez                                                  | N/A                |
| Anglia 1966        | Gordon Banks                          | George Cohen Bobby Moore Vicente Silvio Marzolini                                                       | Franz Beckenbauer Mário Coluna Bobby Charlton                                                            | Flórián Albert Uwe Seeler Eusébio                                              | N/A                |
| Meksyk 1970        | Ladislao Mazurkiewicz                 | Carlos Alberto Atilio Ancheta Franz Beckenbauer Giacinto Facchetti                                      | Gérson Rivelino Bobby Charlton                                                                           | Pelé Gerd Müller Jairzinho                                                     | N/A                |
| RFN 1974           | Sepp Maier                            | Berti Vogts Ruud Krol Franz Beckenbauer Paul Breitner Elías Figueroa                                    | Wolfgang Overath Kazimierz Deyna Johan Neeskens                                                          | Rob Rensenbrink Johan Cruyff Grzegorz Lato                                     | N/A                |
| Argentyna 1978     | Ubaldo Fillol                         | Berti Vogts Ruud Krol Daniel Passarella Alberto Tarantini                                               | Dirceu Teófilo Cubillas Rob Rensenbrink                                                                  | Roberto Bettega Paolo Rossi Mario Kempes                                       | N/A                |
| Hiszpania 1982     | Dino Zoff                             | Luizinho Júnior Claudio Gentile Fulvio Collovati                                                        | Zbigniew Boniek Falcão Michel Platini Zico                                                               | Paolo Rossi Karl-Heinz Rummenigge                                              | N/A                |
| Meksyk 1986        | Jean-Marie Pfaff                      | Josimar Manuel Amoros Júlio César                                                                       | Jan Ceulemans Jean Tigana Michel Platini Diego Maradona                                                  | Preben Elkjær Larsen Emilio Butragueño Gary Lineker                            | N/A                |
| Włochy 1990        | Sergio Goycochea Luis Gabelo Conejo   | Andreas Brehme Paolo Maldini Franco Baresi                                                              | Diego Maradona Lothar Matthäus Dragan Stojkovic Paul Gascoigne                                           | Salvatore Schillaci Roger Milla Jürgen Klinsmann                               | N/A                |
| USA 1994           | Michel Preud’homme                    | Jorginho Márcio Santos Paolo Maldini                                                                    | Dunga Krasimir Bałykow Gheorghe Hagi Tomas Brolin                                                        | Romário Christo Stoiczkow Roberto Baggio                                       | N/A                |
| Francja 1998       | Fabien Barthez José Luis Chilavert    | Roberto Carlos Marcel Desailly Lilian Thuram Frank de Boer Carlos Gamarra                               | Dunga Rivaldo Michael Laudrup Zinédine Zidane Edgar Davids                                               | Ronaldo Davor Šuker Brian Laudrup Dennis Bergkamp                              | N/A                |
| Korea/Japonia 2002 | Oliver Kahn Rüştü Reçber              | Roberto Carlos Sol Campbell Fernando Hierro Hong Myung-bo Alpay Özalan                                  | Rivaldo Ronaldinho Michael Ballack Claudio Reyna Yoo Sang-chul                                           | Ronaldo Miroslav Klose El Hadji Diouf Hasan Şaş                                | N/A                |
| Niemcy 2006        | Gianluigi Buffon Jens Lehmann Ricardo | Roberto Ayala John Terry Lilian Thuram Philipp Lahm Fabio Cannavaro Gianluca Zambrotta Ricardo Carvalho | Zé Roberto Patrick Vieira Zinédine Zidane Michael Ballack Andrea Pirlo Gennaro Gattuso Luís Figo Maniche | Hernán Crespo Thierry Henry Miroslav Klose Luca Toni Francesco Totti           | N/A                |
| RPA 2010           | Iker Casillas                         | Philipp Lahm Sergio Ramos Carles Puyol Maicon                                                           | Andrés Iniesta Bastian Schweinsteiger Wesley Sneijder Xavi                                               | David Villa Diego Forlán                                                       | Vicente del Bosque |
| Brazylia 2014      | Manuel Neuer                          | Marcelo Mats Hummels Thiago Silva David Luiz                                                            | Ángel Di María Toni Kroos James Rodríguez                                                                | Lionel Messi Thomas Müller Neymar                                              | Joachim Löw        |
| Rosja 2018         | Thibaut Courtois                      | Raphaël Varane Diego Godín Thiago Silva Marcelo                                                         | Luka Modrić Philippe Coutinho Kevin De Bruyne                                                            | Kylian Mbappé Harry Kane Cristiano Ronaldo                                     |                    |

Tylko dwóch graczy zostało wybranych trzykrotnie do Zespołu Gwiazd: Franz Beckenbauer w latach 1966, 1970 i 1974 oraz Djalma Santos w 1954, 1958 i 1962 roku. 22 innych piłkarzy zostało wybranych dwukrotnie do tego zespołu. Pierwszy z nich to Luis Monti, grający w 1930 roku dla Argentyny, a w 1934 dla Włoch, natomiast ostatni to reprezentanci Brazylii Thiago Silva i Marcelo, którzy zostali wybrani w 2014 i 2018 roku. Z kolei Pelé to jedyny gracz wybrany do jedenastki turnieju na przestrzeni dwunastu lat (1958 i 1970).
Urugwaj w 1930 i 1950 roku, Włochy w 2006, Niemcy w 2006 oraz 2014, a także Hiszpania w roku 2010 to jedyne ekipy, mające swoich przedstawicieli w Zespole Gwiazd na każdej pozycji.
Urugwaj w 1930 roku i Włochy w 2006 roku miały po siedmiu przedstawicieli swoich krajów w Zespole Gwiazd. Należy jednak pamiętać, że w 1930 roku zostało wybranych łącznie jedenastu graczy, w 2006 aż 23. W roku 2010, gdzie powrócono do selekcji tylko jedenastu najlepszych piłkarzy całego turnieju, wyróżnionych zostało sześciu zawodników hiszpańskich.
W 2002 roku w Zespole Gwiazd znaleźli się przedstawiciele z 8 różnych krajów (Niemcy, Turcja, Brazylia, Anglia, Hiszpania, Korea Południowa, USA i Senegal), ale zostało wybranych łącznie 16 zawodników. Natomiast w 1986, 1990 i 2018 znaleźli się zawodnicy z 7 różnych krajów.
41 różnych Brazylijczyków zostało wybranych do wszystkich Zespołów Gwiazd mistrzostw świata.
Tylko dwóch azjatyckich graczy zostało wybranych do Zespołu Gwiazd i są to reprezentanci Korei Południowej: Hong Myung-bo oraz Yoo Sang-chul. Obaj zostali wyłonieni w 2002 roku.
Tylko jeden gracz ze zwycięskiej Argentyny w 1986 roku został wytypowany do Zespołu Gwiazd i był nim Diego Maradona.
Jako jedyni bracia, Duńczycy Brian i Michael Laudrup zostali obaj wybrani do Zespołu Gwiazd w 1998 roku.

## Gol turnieju
Gol turnieju wybierany jest od 2006 roku.
| Mistrzostwa Świata | Zawodnik        | Gol przeciwko | Gol na | Wynik | Runda             |
| ------------------ | --------------- | ------------- | ------ | ----- | ----------------- |
| Niemcy 2006        | Maxi Rodríguez  | Meksyk        | 2-1    | 2-1   | 1/8               |
| RPA 2010           | Diego Forlán    | Niemcy        | 2-1    | 2-3   | Mecz o 3. miejsce |
| Brazylia 2014      | James Rodríguez | Urugwaj       | 1-0    | 2-0   | 1/8               |
| Rosja 2018         | Benjamin Pavard | Argentyna     | 2-2    | 4-3   | 1/8               |
| Katar 2022         | Richarlison     | Serbia        | 2-0    | 2-0   | Faza Grupowa      |